# Tachibana Ginchiyo
En aquest nom japonès, el cognom és Tachibana.
Tachibana Ginchiyo (立花 誾千代, 23 de setembre de 1569 – 30 de novembre de 1602) fou la cap del clan Tachibana durant el període Sengoku, en el Japó feudal. La falta de germans masculins li permeté heretar el lideratge de la família.

## Biografia
Ginchiyo liderà el clan en un període de dificultat amb tan sols 6 anys. Ho heretà tot del seu pare, com el títol de castellana, el territori i, fins i tot, la famosa espasa Raikiri (雷切, "Talladora de Llamps"). Reclutà dones per a convertir-les en la seva guàrdia d'elit i entrenà les donzelles del castell en habilitats marcials per a intimidar als visitants i prevenir-se d'atacs d'altres clans. Es casà amb Tachibana Muneshige, que havia estat adoptat per la família i donà continuïtat al llinatge Dōsetsu després de Ginchiyo.

## Campanya Kyushu
En 1586 el clan Shimazu marxà amb les seves tropes per a conquerir Kyushu, atacà el clan Ōtomo a la província de Bungo i el castell Tachibana al nord. El clan Tachibana acudí a la crida dels seus aliats, els Ōtomo, i també s'enfrontà als Shimazu. El clan Ōtomo tenia accés a armes de foc occidentals gràcies a la seva bona relació amb els cristians europeus, de manera que els seus vassalls es beneficiaren d'aquesta avantatge. Gràcies a aquest fet Ginchiyo pogué dedicar el seu cos d'artilleres a la defensa del castell. Quan Toyotomi Hideyoshi envià 200,000 homes a conquerir Kyushu, l'exèrcit Shimazu es retirà de la provincia de Higo. Les forces Tachibana es van veure obligades a retirar-se de la Campanya Kyushu. El castell de Tachibana caure en mans de Hideyoshi, que el va confiar a Kobayakawa Takakage. Ginchiyo i Muneshige es van aliar amb Hideyoshi en la campanya contra el seu rival tradicional, el clan Shimazu.

## Al servei de Hideyoshi
Després que el clan de Tachibana es retirés i que Toyotomi Hideyoshi conquerís Kyushu el 1587, Muneshige se separà del clan Ōtomo per convertir-se en daimyō del seu propi clan. Se li va donar castell Yanagawa a la província de Chikugo. Es diu que a Ginchiyo no li va agradar el canvi de domini ni, més endavantn moltes altres polítiques de Muneshige i que se li oposà sovint. Fins i tot després de transferir el lideratge del clan a Muneshige, ellla continuà mantenint una gran influència política i militar.
Després de la campanya de Kyushu, Hideyoshi va tornar el castell de Tachibana a Ginchiyo, on ella visqué separada de Muneshige, que es va allotjar al castell de Yanagawa. Quan Muneshige va faltar, Ginchiyo va ser responsable de gestionar els dominis del clan Tachibana i comandar el castell de Yanagawa. El clan Tachibana va lluitar en el Setge d'Odawara, la batalla que va unificar el Japó, en nom de Hideyoshi.
El 1592, Hideyoshi va ordenar que Tachibana Muneshige i Tachibana Naotsugu participessin en la  Invasió a Corea sota el comandament de Kobayakawa Takakage. Hideyoshi va construir Castell de Nagoya com a base per llançar atacs al país veí. El castell estava relativament a prop de la residència de Ginchiyo a la província de Hizen, i es diu que Hideyoshi va convidar Ginchiyo a visitar el castell diverses vegades quan el seu marit es trobava fora. Tanmateix, quan Hideyoshi va veure Ginchiyo amb les seves dones armades, se’n va anar, assustat per la seva personalitat.
Després de la campanya de corea de Hideyoshi, Ginchiyo, que mai no havia tingut descendència, es divorcià de Muneshige i es convertí en una monja budista.

## Campanya Sekigahara
Després de la mort de Toyotomi Hideyoshi, el poder del clan Toyotomi declinà i el Japó tornà a anar a la guerra. En 1600, a la batalla de Sekigahara, el clan Tachibana s'alià amb Ishida Mitsunari (cap de l'Exèrcit Occidental) contra l'Exèrcit Oriental de Tokugawa Ieyasu. Ginchiyo s'oposà inicialment a la decisió de Muneshige d'unir-se a l'Exèrcit Occidental.
En la campanya Sekigahara, Ginchiyo defensà el clan Ōtomo de la invasió de Kuroda Kanbei i Katō Kiyomasa. Després de la derrota de l'Exèrcit Occidental a Sekigahara, l'Exèrcit Oriental, sota el lideratge de Kanbei, Kyomasa i Nabeshima Katsushige començà a marxar cap al seu castell. Ginchiyo organitzà les monges que la seguien i oferí una resistència armada contra l'avanç de l'exèrcit. Els plantà cara sola, portant la seva armadura, al setge de Yanagawa i protegí la rereguarda de Muneshige mentre aquest es retirava.
Kuroda i Kato eren antics camarades d'armes de Tachibana Muneshige des de la invasió a Corea, de maner que després de la inesperada i decidida resistència de Ginchiyo li oferiren, a ella i al seu ex marit, que es rendissin i es passessin al seu bàndol en la campanya contra Shimazu Yoshihiro, que també lluitava amb l'Exèrcit Occidental i que s'havia retirat de Sekigahara. Muneshige accedí, però Tokugawa leyasu ordenà aturar la campanya abans que comencés perquè no volia més guerra a Kyushu. Ginchiyo i Muneshige foren perdonats igualment. La família Tachibana fou privada dels seus dominis a causa de la derrota de Mitsunari. Muneshige agraí a Ginchiyo la seva ajuda en la batalla i després cadascú seguí el seu propi camí.
Després de la batalla, Ginchiyo es va posar sota protecció de Kiyomasa, juntament amb altres vassalls del clan Tachibana. Visqué a la residència d'Ichizō (市 蔵), el granger local del districte de Tamana, a la província de Higo. En aquella època, Kiyomasa va escriure en una carta que enviava provisions a Ginchyo. El llenguatge respectuós de la carta suggereix que tractava a Ginchiyo com una dona noble.
Tachibana Ginchiyo morí de malaltia dia 30 de novembre de 1602, amb només 34 anys. Fou enterrada en el un temple a Yanagawa.